# Hans Hutter (Politiker)
Hans Hutter (* 18. Juni 1914; † 17. März 1997) war ein deutscher Verwaltungsjurist und Kommunalpolitiker (CSU).

## Werdegang
Hutter schloss sein Studium der Rechtswissenschaften mit Promotion ab. Seit 1934 war er Mitglied der  katholischen Studentenverbindung KDStV Langobardia München (seit 1975 in Bayreuth) im CV. Er war von 1951 bis 1976 Oberbürgermeister von Eichstätt. Während seiner Amtszeit verlor die Stadt ihre Kreisfreiheit. 1973 wurde die von ihm vorangetriebene Städtepartnerschaft mit Vestenanova vereinbart.
Er war Gründungsmitglied und Vorsitzender der Abendländischen Akademie.

## Ehrungen
- 1970: Verdienstkreuz 1. Klasse der Bundesrepublik Deutschland[4]
- Bayerischer Verdienstorden
- Benennung der Dr.-Hans-Hutter-Straße in Eichstätt